# Església de fusta de Flesberg
L'església de fusta de Flesberg és una stavkirke bastant restaurada de la segona meitat del segle xii o principis del segle xiii que es troba al municipi de Flesberg, Buskerud, Noruega. Conserva el seu caràcter de temple parroquial luterà.

## Característiques

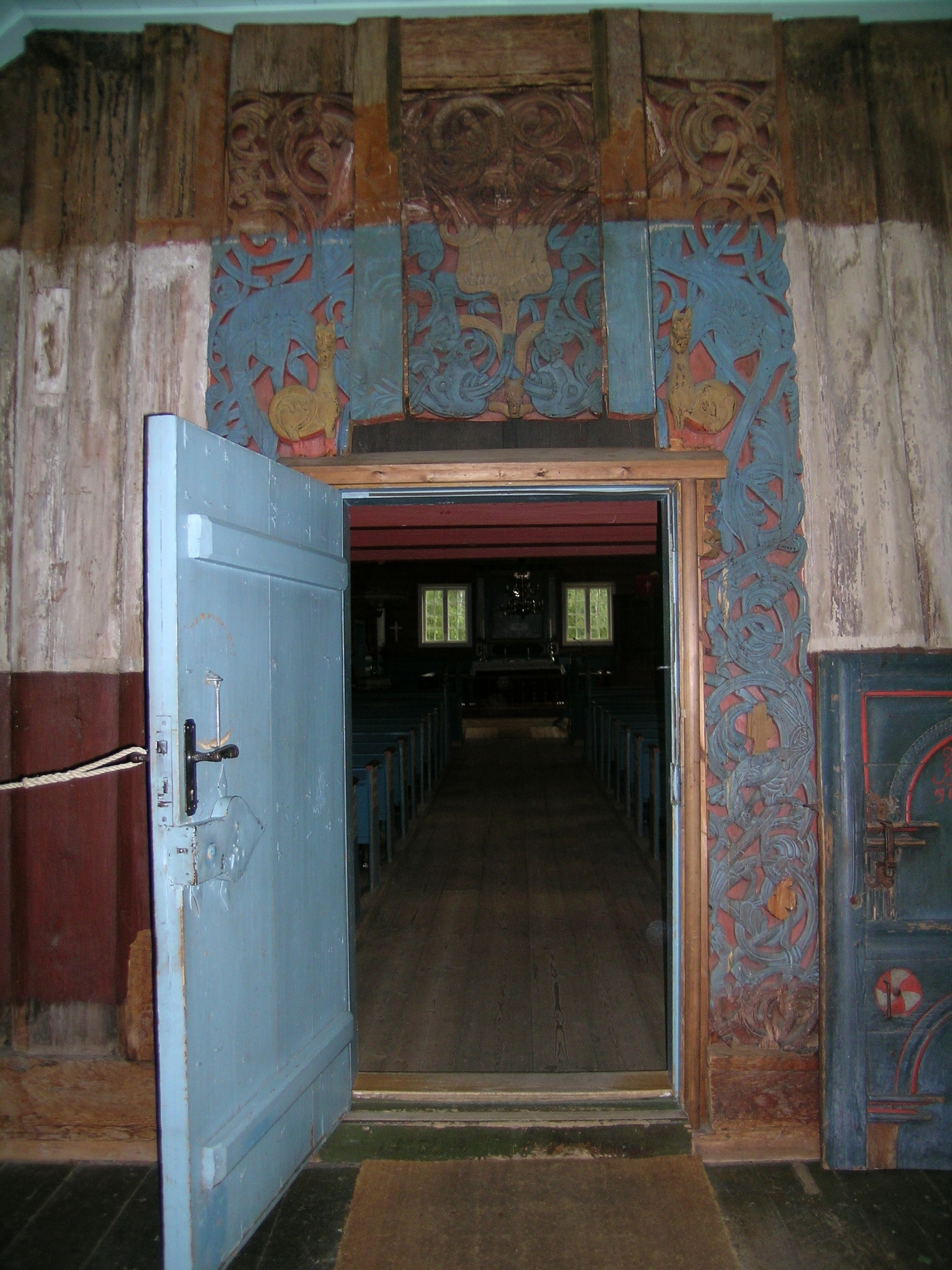
Portal occidental.

Actualment té planta de creu grega, amb quatre braços equilàters. El braç occidental correspon a la nau, i posseeix un petit vestíbul, on es troba l'entrada principal; el braç oriental és el cor (sense absis), i els braços nord i sud corresponen al transsepte, un element extravagant del segle xvii construït en una tècnica diferent al de les stavkirke medievals. Hi ha una torre central, però no se situa sobre el creuer, sinó sobre el cavallet del sostre de la nau. El sostre, que en principi era esgraonat, avui no és més que un senzill sostre de dues aigües.
Conserva poques parts originals, entre elles els quatre pals raconers de la nau, una part de les bigues de fusta dels fonaments, així com alguns taulons del mur de la nau.
El portal occidental, encara que parcialment reconstruït, és l'original. Destaquen les seves columnes amb capitells en forma de lleons i la seva rica decoració d'art viking amb elements vegetals i animals, com a dracs i serps entrellaçats. La major part del portal està pintada de blau, però la part superior roman al natural, a causa que anteriorment el vestíbul occidental tenia un sostre interior que cobria la part superior del portal.

## Història

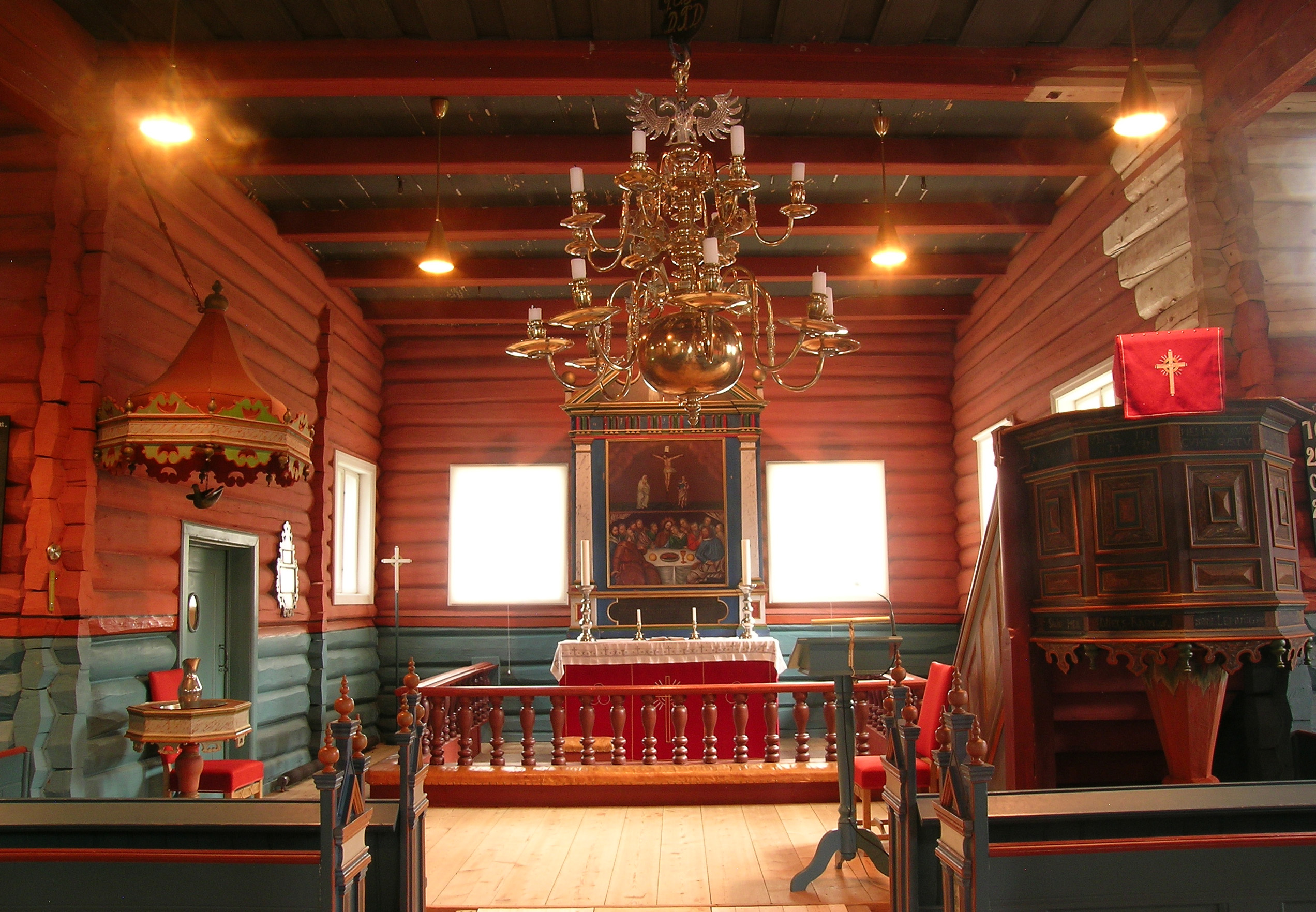
Interior del cor.

Fonts escrites nomenen l'església per primera vegada l'any 1359. L'edifici sol datar-se bastant abans, a la fi del segle xii o principis XIII. Les tècniques de dendrocronologia daten les peces de fusta més antiga de 1111.
En els seus inicis es va tractar d'una stavkirke de tipus B, consistent en una nau rectangular de sala central amb sostre elevat amb quatre pals raconers (stav). El cor era més petit, amb absis i tot el temple es trobava envoltat per un corredor, tal com succeeix a l'església de fusta de Borgund. Una pintura de 1701 mostra l'església encara amb el seu aspecte medieval, encara que amb finestres en les parets de la sala central de la nau.
L'any 1735 el mur occidental de la nau i la totalitat del cor van ser retirats, i es va erigir un transsepte de fusta en tècnica laftverk, transformant la planta en una forma de creu. D'aquesta època data també el porxo occidental. El cor va ser reconstruït amb majors dimensions, perdent-se l'absis. Es va perdre també l'escalonament de la nau i els pals centrals que servien de columnes divisòries entre la sala central i el deambulatori. Sota el pis de l'església es van trobar restes de les bigues dels fonaments de la sala central, encara amb les osques on s'inserien els pals-columnes.

## Inventari

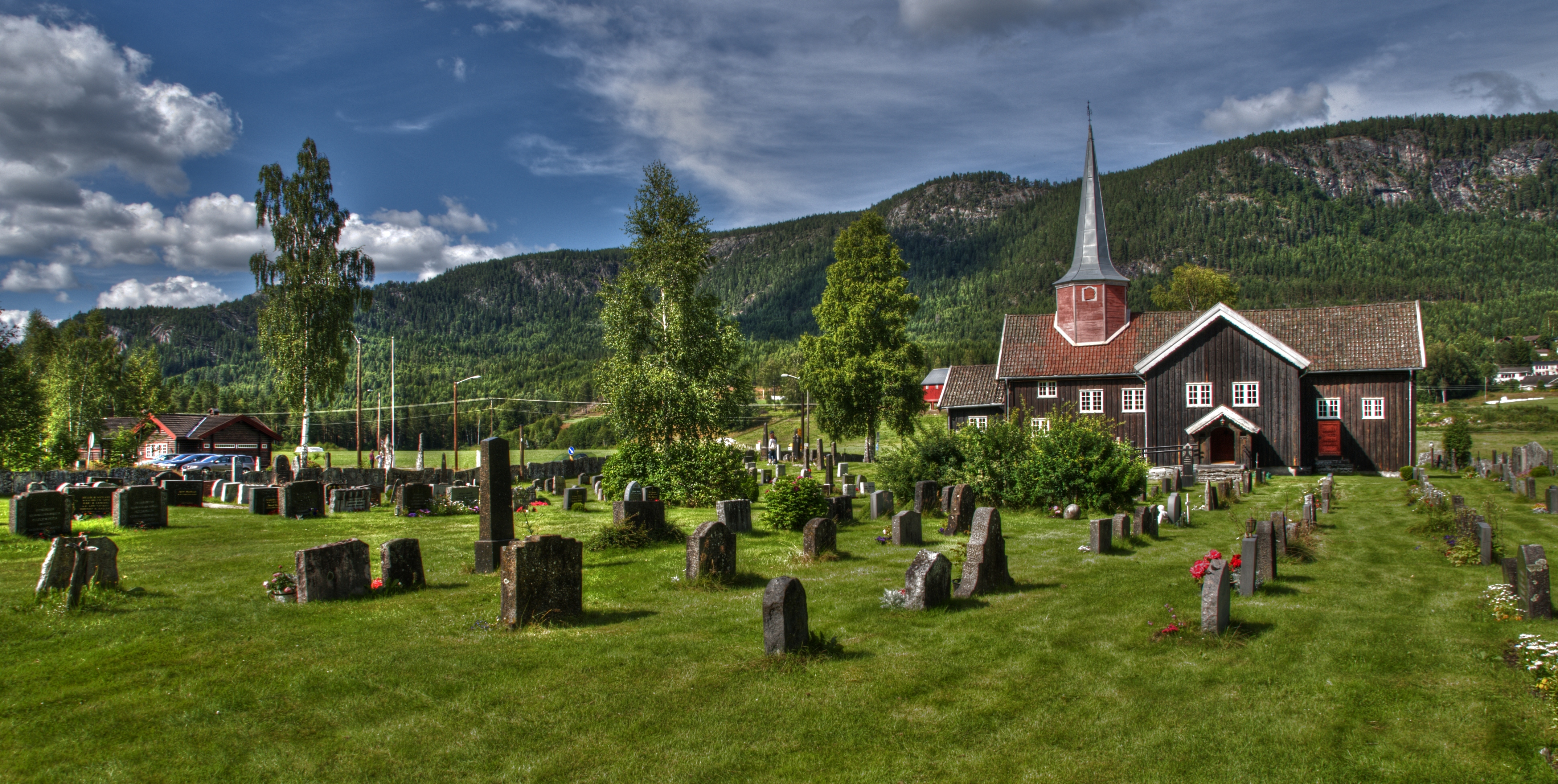
Vista exterior.

En conservar-se poques peces de la stavkirke original, solament queden escasses restes de la decoració medieval. El púlpit data del segle xvii i l'aranya de llums del segle xviii. Hi ha alguns rastres de pintures medievals en els murs de l'interior. El retaule és una obra de l'any 1745 i els seus motius són la crucifixió i l'últim sopar. El púlpit de fusta data de la dècada de 1660.